# Confine tra Birmania e Laos
Il confine tra la Birmania e il Laos è la linea di demarcazione lunga 238 km in direzione nord-est-e sud-est, che separa l'est della Birmania dell'ovest del Laos. Esso parte dall'estremo nord-est dal triplice confine con la Cina per terminare nel triplice confine con la Thailandia. Il suo tracciato è formato dal corso del fiume Mekong e separa lo stato birmano dello Shan dalle province laotiane di Bokeo e Luang Namtha. In prossimità si trova la provincia thailandese di Chiang Rai.

## Storia
Il confine risale alla fine del XIX secolo e nacque come linea di demarcazione tra l'India britannica e l'Indocina francese; il confine è stato confermato nel 1948 con l'indipendenza della Birmania, che era stata separata dall'Impero indiano nel 1937.  Nel 1949 il Laos ottenne un'indipendenza provvisoria dal dominio francese, confermata in seguito nel 1954. Il confine era l'unico lembo terrestre in Asia che divideva l'Impero britannico dall'impero coloniale francese infatti per evitare un confine diretto fra le due potenze era stata salvaguardata l'indipendenza del Siam come stato cuscinetto. Nel giugno del 1993 le autorità laotiane e birmane hanno esaminato e tracciato i 238 km di demarcazione del confine.